# 担杆镇
担杆镇是中国广东省珠海市香洲区下辖的一个镇，和万山镇、桂山镇一起由珠海万山海洋开发试验区实际管辖。担杆镇由佳蓬列岛等38个岛屿组成，分布于珠海市东南部和香港南部，陆地面积41平方公里，镇政府驻外伶仃岛。

## 行政区划
担杆镇下辖以下地区：
伶仃村、新村和担杆村。